# Cleistanthus sankunnianus
Cleistanthus sankunnianus är en emblikaväxtart som beskrevs av V.V. Sivarajan och Balach.. Cleistanthus sankunnianus ingår i släktet Cleistanthus och familjen emblikaväxter. Inga underarter finns listade i Catalogue of Life.